# Río Shkumbin
El río Shkumbin es un corto río costero del centro de Albania que desemboca en el mar Adriático. Es considerado la línea divisoria entre los dos dialectos del idioma albanés, el tosco (al sur) y el guego (al norte). Elbasan es una gran ciudad por la que este pasa. Además, la antigua Via Egnatia seguía el río, dándole una importante función estratégica entre Oriente y Occidente. En varios periodos históricos se le consideró la frontera natural más norteña de Epiro, durante el siglo V-VI fue la frontera entre el mundo Ilírico y el mundo griego.